# مرانو
مرانو (به ایتالیایی: Merano) یک شهر و کومونه در شمال ایتالیا است که در تیرول جنوبی (التو آدیجه) واقع شده‌است، و به‌خاطر چشمه‌های معدنی آن شهرت دارد. در گذشته این ناحیه یک منطقه محبوب برای اقامت دانشمندان، ادبا و هنرمندان، ازجمله فرانتس کافکا, ازرا پاوند و پاول لازارسفلد بوده است. این افراد آب و هوای لطیف آن را بارها ستوده‌اند.

## خصوصیات
مرانو ۲۶ کیلومترمربع مساحت و ۳۸٬۱۹۸ نفر جمعیت دارد و ۳۲۵ متر بالاتر از سطح دریا واقع شده‌است.

## خواهرخوانده
شهر زالتسبورگ خواهرخواندهٔ مرانو هست.